# Граф Мельгар
Граф Мельгар (исп. Conde de Melgar) — наследственный титул гранда в Испанском королевстве. Он был создан в 1494 году католическими монархами Фердинандом и Изабеллой для адмирала Кастилии Фадрике Энрикеса де Мендосы (ок. 1390—1473), старшего сына адмирала Кастилии Альфонсо Энрикеса (1354—1429), 1-го сеньора де Медина-де-Риосеко, и Хуаны де Мендоса. Фадрике Энрикес был внуком Фадрике Альфонсо, сеньора Харо (1334—1358), внебрачного сына короля Кастилии Альфонсо XI и Леоноры де Гусман.
Нынешний владелец титула — Хосе Мануэль Мельгарехо и Аниэл-Кирога (род. 1961), 22-й граф де Мельгар.

## Список графов Мельгар
|                                                   | Титул | Период                                            |
| Креация создана монархами Фердинандом и Изабеллой | Креация создана монархами Фердинандом и Изабеллой | Креация создана монархами Фердинандом и Изабеллой |
| ------------------------------------------------- | --- | ------------------------------------------------- |
| I                                                 | Фадрике Энрикес де Мендоса, 1-й граф де Мельгар, 2-й сеньор де Медина-де-Риосеко, 2-й адмирал Кастилии (1390 — 23 декабря 1473), старший сын Альфонсо Энрикеса (1354—1429), 1-го адмирала Кастилии, 1-го сеньора де Медина-де-Риосеко, и Хуаны де Мендосы-и-Айялы (ок. 1360 — 1431)                | 1429—1473                                         |
| II                                                | Алонсо Энрикес де Киньонес, 2-й граф де Мельгар, 3-й сеньор де Медина-де-Риосеко, 3-й адмирал Кастилии (ок. 1432 — 12 мая 1485), старший сын предыдущего от второго брака с Терезой де Киньонес | 1473—1485                                         |
| III                                               | Фадрике Энрикес де Веласко, 3-й граф де Мельгар, 4-й адмирал Кастилии, 4-й сеньор де Медина-де-Риосеко (ок. 1465 — 1538), старший сын предыдущего и Марии де Веласко | 1485—1538                                         |
| IV                                                | Фернандо Энрикес де Веласко, 1-й герцог де Медина-де-Риоско, 4-й граф де Мельгар, 5-й адмирал Кастилии (ум. 1542), 3-й сын Алонсо Энрикеса де Киньонеса, 2-го графа Мельгара, и Марии де Веласко                                                                                                   | 1538—1542                                         |
| V                                                 | Луис Инрикес-и-Тельес-Хирон, 2-й герцог де Медина-де-Риосеко, 5-й граф де Мельгар, 6-й адмирал Кастилии (ум. 24 сентября 1572), старший сын предыдущего и Марии Хирон-и-де ла Вега | 1542—1572                                         |
| VI                                                | Луис Энрикес де Кабрера, 3-й герцог де Медина-де-Риосеко, 6-й граф де Мельгар, 7-й адмирал Кастилии (1567 — 27 мая 1596), сын предыдущего | 1572—1596                                         |
| VII                                               | Луис Энрикес де Кабрера-и-Мендоса, 4-й герцог де Медина-де-Риосеко, 7-й граф де Мельгар, 8-й адмирал Кастилии (ум. 17 августа 1600), сын предыдущего и Аны де Мендоса | 1596—1600                                         |
| VIII                                              | Хуан Альфонсо Энрикес де Кабрера-и-Колонна, 5-й герцог Медина-де-Риоскео, 8-й граф де Мельгар, 9-й адмирал Кастилии (3 марта 1599 — 6 февраля 1647), сын предыдущего и Витории Колонн (ум. 1633)                                                                                                   | 1600—1647                                         |
| IX                                                | Хуан Гаспар Энрикес де Кабрера-и-Сандоваль, 6-й герцог Медина-де-Риосеко, 10-й адмирал Кастилии, 9-й граф де Мельгар (10 июля 1625 — 15 сентября 1691), сын предыдущего и Луизы де Сандоваль-и-Падилья (ум. 1664)                                                                                  | 1647—1691                                         |
| X                                                 | Хуан Томас Энрикес де Кабрера-и-Альварес де Толедо, 7-й герцог Медина-де-Риосеко, 11-й адмирал Кастилии, 10-й граф де Мельгар (21 декабря 1646 — 29 июня 1705), старший сын предыдущего и Эльвиры Альварес де Толедо Осорио Понсе де Леон                                                          | 1691—1705                                         |
| XI                                                | Луис Энрикес де Кабрера-и-Альварес де Толедо, 8-й герцог Медина-де-Риосеко, 11-й граф де Мельгар (ум. 1713), младший брат предыдущего | 1705—1713                                         |
| XII                                               | Паскуаль Энрикес-и-Кабрера-и-Альманса, 9-й герцог Медина-де-Риосеко, 12-й граф де Мельгар (май 1682 — 21 января 1739), единственный сын предыдущего и Тересы Энрикес де Альманса, 8-й маркизы де Альканьисес (ок. 1660—1713)                                                                       | 1713—1739                                         |
| XIII                                              | |                                                   |
| XIV                                               | |                                                   |
| XV                                                | |                                                   |
| XVI                                               | |                                                   |
| XVII                                              | |                                                   |
| XVIII                                             | |                                                   |
| XIX                                               | |                                                   |
| XX                                                | Мария дель Росарио Роса де Тогорес де Тордесильяс, 20-я графиня де Мельгар (24 августа 1899 — 29 июля 1991), старшая дочь Луиса Роса де Тогореса-и-Тельес-Хирона, 15-го маркиза де Пеньяфьель (1865—1936) и Марии Викторианы Симоны Хуаны Изабель де Тордесильяс-и-Фернандес-Касарьего (род. 1868) |                                                   |
| XXI                                               | Хосе Мария Мельгарехо-и-Роса де Тогорес, 21-й граф де Мельгар (ум. 26 октября 2007), старший сын Хосе Марии Мельгарехо-и-Эскарио и Марии дель Росарио Росы де Тогорес-и-Тордесильяс, 20-й графини де Мельгар (1899—1991)                                                                           | 1991—2007                                         |
| XXII                                              | Хосе Мануэль Мельгарехо-и-Аниэль-и-Кирога, 22-й граф де Мельгар (род. 18 октября 1961), старший сын Хосе Марии Мельгарехо-и-Роса де Тогорес, 21-го графа де Мельгар (ум. 2007) и Феличе Аниэль Кироги-и-Эстасатос (ум. 1989)                                                                       | 2007 — н. в.                                      |